# ارين دين
ارين دين (بالإنجليزية: Warren Kempton Dean)‏ هو مؤرخ وكاتب أمريكي، ولد في 17 أكتوبر 1932 في باسيك في الولايات المتحدة، وتوفي في 21 مايو 1994 في سانتياغو في تشيلي بسبب اختناق.